# 布利日涅奥西诺夫斯基农村居民点
布利日涅奥西诺夫斯基农村居民点（俄语：Ближнеосиновское сельское поселение）是俄罗斯联邦伏尔加格勒州苏罗维基诺区所属的一个农村居民点。其下辖有3个居民点，行政中心为布利日涅奥西诺夫斯基。据2016年统计，该农村居民点的人口为966人。